# Sant Jordi (Sant Aniol de Finestres)
El Sant Jordi és una muntanya de 971 metres que es troba entre els municipis de Sant Aniol de Finestres i de Santa Pau, a la comarca catalana de la Garrotxa.